# Central Reservation
Az 1999-es Central Reservation Beth Orton második nagylemeze. Az albumon közreműködött Terry Callier, Dr. Robert és Ben Harper. Az album kapcsán Ortont Mercury zenei díjra jelölték, emellett elnyerte a BRIT Awards legjobb női énekesének járó díját.
A Central Reservation a 17. helyig jutott a brit albumlistán, Ausztráliában a 34., Új-Zélandon a 35., a Billboard 200-on a 110., a US Heatseekers listán pedig a 2. helyig jutott. A Stolen Car kislemez 1999. március 13-án jelent meg, és a brit kislemezlista 34. helyéig jutott.
Az album szerepel az 1001 lemez, amit hallanod kell, mielőtt meghalsz című könyvben.

## Az album dalai
|     | Cím                                          | Szerző(k)  | Producer            | Hossz |
| --- | -------------------------------------------- | ---------- | ------------------- | ----- |
| 1.  | Stolen Car                                   | Beth Orton | Victor Van Vugt     | 4:16  |
| 2.  | Sweetest Decline                             | Orton      | Van Vugt            | 4:04  |
| 3.  | Couldn't Cause Me Harm                       | Orton      | Van Vugt            | 4:48  |
| 4.  | So Much More                                 | Orton      | Van Vugt            | 5:41  |
| 5.  | Pass In Time                                 | Orton      | Bruce Robert Howard | 7:17  |
| 6.  | Central Reservation                          | Orton      | Mark Stent          | 4:50  |
| 7.  | Stars All Seem To Weep                       | Orton      | Ben Watt            | 4:39  |
| 8.  | Love Like Laughter                           | Orton      | Van Vugt            | 3:06  |
| 9.  | Blood Red River                              | Orton      | David Roback        | 4:15  |
| 10. | Devil Song                                   | Orton      | David Roback        | 5:04  |
| 11. | Feel To Believe                              | Orton      | Orton               | 4:02  |
| 12. | Central Reservation (The Then Again Version) | Orton      | Watt                | 4:00  |

## Közreműködők

### Zenészek
- Ted Barnes – akusztikus gitár, buzuki, gitár, slide gitár
- Will Blanchard – dob
- Terry Callier – háttérvokál
- Calina de la Mare – hegedű
- Dr. Robert – gitár
- Beki Doe – hegedű
- Dr. John – zongora
- David Friedman – vibrafon
- Ali Friend – basszusgitár
- Lascelles Gordon – ütőhangszerek
- Howard Gott – hegedű
- Ruth Gottlieb – hegedű
- Ben Harper – elektromos gitár
- Oliver Kraus – cselló
- Henry Olsen – basszusgitár
- Beth Orton – akusztikus gitár, gitár, ének
- Sean Read – zongora, billentyűk
- Becca Ware – brácsa
- Andy Waterworth – nagybőgő
- Ben Watt – gitár, billentyűk
- Lucy Wilkins – hegedű
- Sara Wilson – cselló

### Produkció
- Andy Bradfield – keverés
- Dr. Robert – producer, keverés
- Beki Doe – keverés
- Giles Hall – hangmérnök
- Peter Hill – hangmérnökasszisztens
- Oliver Kraus – keverés
- Dick Meaney – hangmérnök
- Beth Orton – producer
- David Roback – producer, keverés
- Trevor Smith – hangmérnök
- Mark "Spike" Stent – producer
- Victor Van Vugt – producer, hangmérnök
- Paul Walton – keverőasszisztens
- Ben Watt – programozás, zaj, producer, hangmérnök, keverés
- John Wood – hangmérnök
- Tim Young – mastering
- Sam Harris – fényképek

## Fordítás
Ez a szócikk részben vagy egészben a Central Reservation (album) című angol Wikipédia-szócikk ezen változatának fordításán alapul.  Az eredeti cikk szerkesztőit annak laptörténete sorolja fel. Ez a jelzés csupán a megfogalmazás eredetét és a szerzői jogokat jelzi, nem szolgál a cikkben szereplő információk forrásmegjelöléseként.